# Медицинска школа Чачак
Медицинска школа Чачак је образовно-васпитна установа у Чачку. 

## Историјат школе[1]
Медицинска школа у Чачку основана је 1. октобра 1958. год. са једним одељењем и почела са радом у болници као Средња медицинска школа. Школа је 1. октобра 1959. год. пресељена у нову зграду у улици Епископа Никифора Максимовића бр.8 у којој су тада постојале три учионице и потребне просторије за интернационални смештај 90 ученика. Са друштвеним променама у економској области у економској области променила се школа трансформације која се развијала и развијала је, да би реформом школства 1987. год. Медицинска школа била је трансформисана у средњу медицинску школу.

## Организација рада[2]
Школа сарађује са здравственим центром и Апотекарском установом, што омогућава ученицима вежбе и практичну наставу која се одвија у адекватним условима.
Основни задатак школе је стручно и професионално оспособљавање будућих медицинских радника. У склопу професионалне оријентације ученика, сваке школске године врше се тестирања у сарадњи са Националном службом за запошљавање.
У школи постоји могућност ванредног образовања.
Медицинска школа у Чачку је прва школа у Србији у којој је отворен мултидисциплинарни иновативни простор, Мејкерс лаб, 2022. године, у коме ученици и наставници заједно истражују, стварају и повезују се са локалном и широм заједницом.

## Образовни профили[5]
Гинеколошко-акушерска сестра
Медицинска сестра васпитач
Медицинска сестра техничар
Фармацеутски техничар
Физиотерапеутски техничар
Лабораторијски техничар